# Скотт, Джеки
Джон Скотт (англ. John Scott; 22 декабря 1933 — июня 1978), также известный как Джеки Скотт (англ. Jackie Scott) и Джонни Скотт — североирландский футболист.

## Клубная карьера
Уроженец Белфаста, Скотт начал футбольную карьеру в местных юношеских командах «Бойленд Ют» и «Ормонд Стар», где его заметил скаут «Манчестер Юнайтед» в Северной Ирландии Боб Бишоп. В 1950 году он подписал любительский контракт с «Манчестер Юнайтед», а в октябре 1951 года — профессиональный контракт. 4 октября 1952 года дебютировал в основном составе «Юнайтед» в матче Первого дивизиона против «Вулверхэмптон Уондерерс». Из-за серьёзной конкуренции за место в основном составе сыграл за «Юнайтед» только 3 официальных матча с 1952 по 1956 год.
В июне 1956 года перешёл в «Гримсби Таун», главным тренером которого был другой экс-игрок «Манчестер Юнайтед» Алленби Чилтон. В первом сезоне в составе «Гримсби Таун» Скотт забил 11 мячей, включая гол в дебютном матче за клуб против «Ноттс Каунти» 25 августа 1956 года, став лучшим бомбардиром команды. Выступал на позиции правого вингера, отличаясь отличным контролем мяча, точными кроссами, поставленным ударом и эффективностью в исполнении одиннадцатиметровых ударов. В сезоне 1961/62 помог команде занять втрое место в Третьем дивизионе и выйти во Второй дивизион. Скотт выступал за команду на протяжении семи сезонов, сыграв 240 матчей и забив 51 гол в рамках лиги.
В 1963 году перешёл в клуб Четвёртого дивизиона «Йорк Сити» на правах свободного агента. Провёл в команде один сезон (22 матча, 3 гола). Летом 1964 года перешёл в клуб Южной лиги «Маргейт». Провёл за команду 95 матчей и забил 26 голов.

## Карьера в сборной
Участник чемпионата мира 1958 года, на турнире провёл две игры: против Чехословакии и Франции.

## После завершения карьеры
Погиб в результате нечастного случая в июне 1978 года на строительной площадке в Манчестере. Ему было 44 года.

## Достижения
Гримсби Таун
- Вице-чемпион Третьего дивизиона: 1961/62

## Статистика выступлений
| Клуб              | Сезон            | Лига | Лига | Кубок | Кубок | Итого | Итого |
| Клуб              | Сезон            | Игры | Голы | Игры  | Голы  | Игры  | Голы  |
| ----------------- | ---------------- | ---- | ---- | ----- | ----- | ----- | ----- |
| Манчестер Юнайтед | 1952/53          | 2    | 0    | 0     | 0     | 2     | 0     |
| Манчестер Юнайтед | 1953/54          | 0    | 0    | 0     | 0     | 0     | 0     |
| Манчестер Юнайтед | 1954/55          | 0    | 0    | 0     | 0     | 0     | 0     |
| Манчестер Юнайтед | 1955/56          | 1    | 0    | 0     | 0     | 1     | 0     |
| Манчестер Юнайтед | Итого            | 3    | 0    | 0     | 0     | 3     | 0     |
| Гримсби Таун      | 1956/57          | 34   | 11   | 0     | 0     | 34    | 11    |
| Гримсби Таун      | 1957/58          | 33   | 7    | 1     | 0     | 34    | 7     |
| Гримсби Таун      | 1958/59          | 33   | 8    | 3     | 1     | 36    | 9     |
| Гримсби Таун      | 1959/60          | 45   | 14   | 2     | 0     | 47    | 14    |
| Гримсби Таун      | 1960/61          | 45   | 5    | 0     | 0     | 45    | 5     |
| Гримсби Таун      | 1961/62          | 37   | 4    | 2     | 1     | 39    | 5     |
| Гримсби Таун      | 1962/63          | 13   | 2    | 1     | 1     | 14    | 3     |
| Гримсби Таун      | Итого            | 240  | 51   | 9     | 3     | 249   | 54    |
| Йорк Сити         | 1963/64          | 21   | 3    | 1     | 0     | 22    | 3     |
| Йорк Сити         | Итого            | 21   | 3    | 1     | 0     | 22    | 3     |
| Всего за карьеру  | Всего за карьеру | 264  | 54   | 10    | 3     | 274   | 57    |